# Національний парк долина Аджар
Природний заповідник долина Аджар — заповідна територія в Афганістані, розташована в провінції Баміан. Він був визнаний заповідником на початку 20 століття після того, як афганська королівська родина використовувала цю територію для полювання. МСОП вважає його одним із найважливіших природних районів Афганістану і був запропонований для створення національного парку в 1981 році. Браконьєрство все ще є проблемою в долині, і захист був під загрозою через війну. Особливо загрожує популяції козерогів.